# Connie (comic strip)

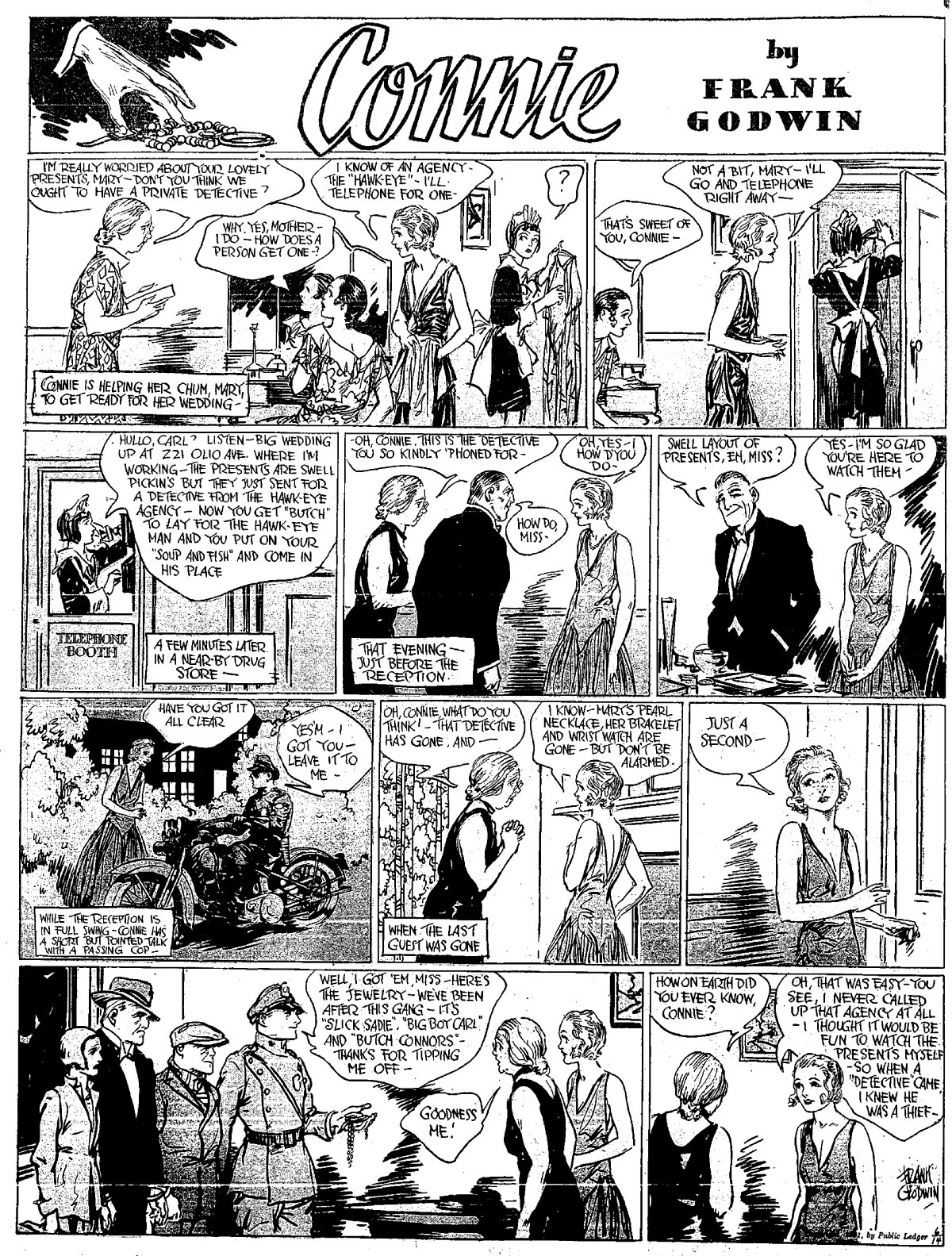

Connie est une série de bande dessinée de Frank Godwin diffusée par Ledger Syndicate dans la presse américaine du 13 novembre 1927 à 1944.
Comic strip romantique à sa création, Connie devient rapidement une bande dessinée d'aventures dont la particularité alors inédite est d'avoir pour personnage principal une femme, Connie Kurridge. Dans ses dernières années, la série évolue franchement vers la science-fiction.
Connie a été traduite en français dès 1 937 dans Hop-là ! sous le nom Diane Détective, puis en 1938 dans Le Journal de Mickey sous le nom Cora.

## Le premier comic strip d'aventure féminin
Publiée au départ uniquement le dimanche afin de mettre en valeur le talent graphique de Godwin, Connie est d'abord centrée sur les amourettes de Connie Kurridge, une jeune fille cherchant l'amour chez ses parents, sur le modèle de plusieurs séries antérieures telles que Polly and Her Pals ou Blondie.
Quand le strip quotidien est lancé le 13 mai 1929, l'histoire qui y est développé diverge de celles du dimanche : Connie devient alors une aventurière parcourant le monde, ce qui en fait la première héroïne de bande dessinée d'aventures américaine. Dans les pages du dimanche, la tonalité romantique des débuts s'oriente progressivement vers une description de l'Amérique de la Grande Dépression.
Au début des années 1930, les histoires quotidiennes et celles du dimanche se rejoignent, et Connie tend de plus en plus vers la science-fiction, son héroïne voyageant dans le temps et affrontant des extra-terrestres à l'instar des héros masculins plus populaires Flash Gordon, Buck Rogers ou Brick Bradford.
Malgré ses qualités graphiques indéniables, Godwin n'excelle cependant pas dans la narration ou les dialogues et Connie ne connaît pas de grand sujet. La série est arrêtée en 1944.

## Publications françaises
Connie a été publiée dans Le Journal de Mickey (sous le titre Cora), Hop-Là! et Robinson (sous le titre Diane détective) et L'Aventureux (sous le titre Liliane) dès la fin des années 1930. Elle a été rééditée en 1968 en supplément au mensuel critique Phénix (sous le titre Cora), puis en 1981 par Futuropolis dans la collection patrimoniale « Copyright » (sous son nom d'origine).